# توماس لوئیس (متخصص قلب و عروق)
توماس لوئیس (انگلیسی: Thomas Lewis; ۲۶ دسامبر ۱۸۸۱ – ۱۷ مارس ۱۹۴۵) پزشک، و فیزیولوژیست اهل بریتانیا بود.
وی همچنین برندهٔ جوایزی همچون مدال پادشاهی، همکار انجمن سلطنتی، مدال کاپلی، و نشان امپراتوری بریتانیا شده‌است.